# فيشور
 فیشور  أو (پیشور) قرية كبيرة تـتبع لبلدة عوض التابعة لمقاطعة لارستان (بالفارسية: بخش أوز)، في محافظة فارس في جنوب إيران، تقع في الشمال الغربي لمدينة لار وتبعد عنها بمسافة 72 كيلومتراً

## حدود بلدة فيشور
حدود بلدة فيشور: من الشمال : «جبل»، ومن الجنوب «مدينة اوز»، وقرية «محلچه»، من الغرب مدينة خنج، ومن ناحية الشرق تنتهي «بمدينة كراش» في أقصى الشرق.

## السكان
يبلغ عدد سكان هذه القرية حسب تعداد السكان لعام 2006 للميلاد، (10000) نسمة غالبيتهم من أهل السنة والجماعة وعلى المذهب الشافعي. يتكلون الفارسية باللهجة المحلية.
يوجد في البلدة 11 مسجداً، ومجموعة من البرك لحفظ مياه الأمطار، ومدارس، وعيادة صحية صغيرة، ومكتبة عامة، ويمتهن السكان تربية المواشي والزراعة، ولهم أكثر من 1400 نخلة مثمرة، وأراضي زراعية خصبة، وعين ماء.

## الأماكن الأثرية
- قلعة كهنه
- جهار طاقي
- آثار معبد محلچه
- قلعة فيشور